# 比瑟泽勒
比瑟泽勒（法語：Bissezeele，法語發音：[bisəzɛl]）是法国上法蘭西大區北部省的一个市镇，属于敦刻尔克区。

## 地理
比瑟泽勒（50°54'42"N, 2°24'36"E）面积3.57 平方千米，位于法国上法蘭西大區北部省，该省份为法国最北部的省份及最长的省份，西北濒北海，西接加来海峡省，南至埃纳省和索姆省，东与比利时接壤。
与比瑟泽勒接壤的市镇（或旧市镇、城区）包括：索克斯、克罗克特、埃斯凯尔贝克。

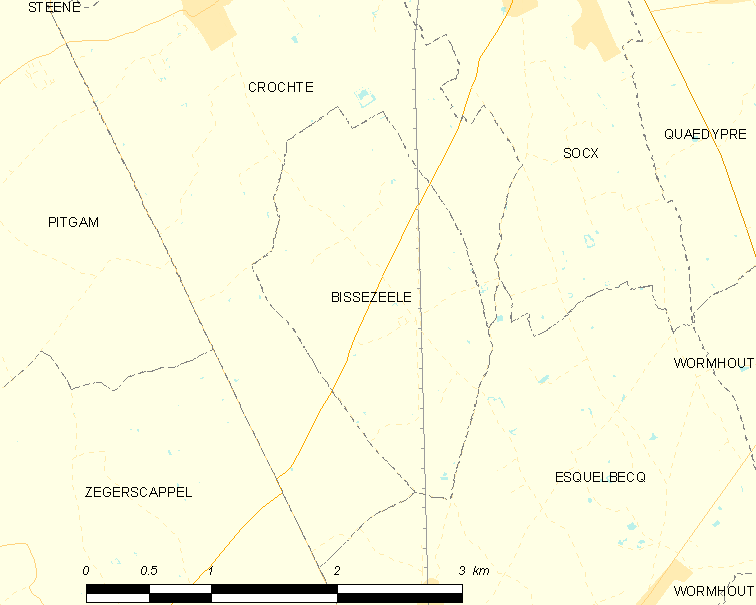
比瑟泽勒的OSM定位图

比瑟泽勒的时区为UTC+01:00、UTC+02:00（夏令时）。

## 行政
比瑟泽勒的邮政编码为59380，INSEE市镇编码为59083。

## 政治
比瑟泽勒所属的省级选区为沃尔穆特县。

## 人口

1962-2008年间比瑟泽勒人口变化图示

比瑟泽勒于2022年1月1日时的人口数量为242人。